# Смит, Дик (футболист)
Ри́чард Смит (англ. Richard Smith; дата рождения неизвестна — 18 ноября 1909), более известный как Дик Смит (англ. Dick Smith) — английский футболист, выступавший на позиции нападающего.
Начал карьеру в клубе «Холлиуэлл Роверс». Затем выступал за «Хейвуд Сентрал». В июне 1894 года перешёл в «Ньютон Хит». Дебютировал в основном составе «язычников» 8 сентября 1894 года в матче против «Бертон Уондерерс». В следующем матче сделал «дубль» в ворота «Кру Александра». В сезоне 1894/95 стал лучшим бомбардиром «Ньютон Хит», забив 20 голов (из них — 19 в лиге). 3 ноября 1894 года установил редкое достижение, забив 4 гола в манчестерском дерби против «Манчестер Сити». Матч завершился победой «Ньютон Хит» со счётом 5:2, а два гола за «Сити» забил Билли Мередит, который впоследствии стал одной из легенд «Манчестер Юнайтед». В следующем сезоне Смит забил 10 голов. В январе 1898 года вернулся в «Холлиуэлл Роверс». Через год стал игроком клуба «Уиган Каунти». В феврале 1900 года вернулся в «Ньютон Хит». В общей сложности провёл за «Ньютон Хит» 101 матч и забил 37 голов.
В январе 1901 года перешёл в «Болтон Уондерерс». В августе 1901 года стал игроком «Уиган Юнайтед».